# Dobra (województwo lubuskie)
Dobra (niem. Dober) – dawna osada leśna w Polsce, w województwie lubuskim, w powiecie zielonogórskim, w gminie Świdnica.
1 stycznia 2024 nazwa miejscowości została zniesiona.
W latach 1975–1998 miejscowość administracyjnie należała do województwa zielonogórskiego.

## Nazwa
Nazwa miejscowości wywodzi się od polskiej nazwy oceniającej wartość - dobra. Heinrich Adamy w swoim dziele o nazwach miejscowości na Śląsku wydanym w 1888 roku we Wrocławiu wymienia nazwę wsi jako Dobra podając jej znaczenie "Gutland" czyli po polsku "Dobra ziemia". Nazwa wsi została później fonetycznie zgermanizowana na Dober i utraciła swoje pierwotne znaczenie.

## Historia
Z dawnej przedwojennej kolonii nie pozostał już żaden dom, w lesie można znaleźć jedynie ich pozostałości. Przed wojną w osadzie Dobra znajdowała się nieistniejąca już restauracja wraz z miejscami noclegowymi.